# Söderköpings Sankt Laurentii distrikt
Söderköpings Sankt Laurentii distrikt är ett distrikt i Söderköpings kommun och Östergötlands län. 
Distriktet ligger i Söderköping. 

## Tidigare administrativ tillhörighet
Distriktet inrättades 2016 och utgörs av en del av området som Söderköpings stad omfattade till 1971, delen som staden utgjorde till 1952.
Området motsvarar den omfattning S:t Laurentii församling hade vid årsskiftet 1999/2000.